# Lijst van koningen van Juda

Een stamboom van de koningen van Juda, evenals die van Israël.

Volgens de Hebreeuwse Bijbel scheurde  het Verenigd Koninkrijk Israël na de dood van koning Salomo uiteen en ontstond het Tweestammenrijk koninkrijk Juda en het Tienstammenrijk koninkrijk Israël. Juda bestond uit de stammen Juda en Benjamin. Hun koningen waren directe afstammelingen van koning David.
- Datering I is de datering van William F. Albright
- Datering II is de datering van E. R. Thiele
- Datering III is de datering volgens de Bijbelse chronologie

| Naam           | Tegenwoordige datering (I) | Tegenwoordige datering (II) | Datering volgens Bijbelse tijdlijn |
| -------------- | -------------------------- | --------------------------- | ---------------------------------- |
| Rechabeam      | 922 v.Chr. - 915 v. Chr    | 931 v.Chr. - 913 v.Chr.     | 903 v.Chr. - 887 v.Chr.            |
| Abia           | 915 v.Chr. - 913 v.Chr.    | 913 v.Chr. - 911 v.Chr.     | 886 v.Chr. - 884 v.Chr.            |
| Asa            | 913 v.Chr. - 873 v.Chr.    | 911 v.Chr. - 870 v.Chr.     | 884 v.Chr. - 843 v.Chr.            |
| Josafat        | 873 v.Chr. - 849 v.Chr.    | 870 v.Chr. tot 849 v.Chr.   | 843 v.Chr. - 817 v.Chr.            |
| Joram          | 849 v.Chr. - 842 v.Chr.    | 848 v.Chr. tot 841 v.Chr.   | 826 v.Chr. - 815 v.Chr.            |
| Achazja        | 842 v.Chr.                 | 841 v.Chr.                  | 814 v.Chr.                         |
| Atalja         | 842 v.Chr. tot 837 v.Chr.  | 841 v.Chr. tot 835 v.Chr.   | 814 v.Chr. - 807 v.Chr.            |
| Joas           | 837 v.Chr. tot 800 v.Chr.  | 835 v.Chr. tot 796 v.Chr.   | 807 v.Chr. - 767 v.Chr.            |
| Amasja         | 800 v.Chr. tot 783 v.Chr.  | 796 v.Chr. tot 767 v.Chr.   | 767 v.Chr. - 738 v.Chr.            |
| Uzzia (Azarja) | 783 v.Chr. tot 742 v.Chr.  | 767 v.Chr. tot 740 v.Chr.   | 727 v.Chr. - 679 v.Chr.            |
| Jotam          | 742 v.Chr. tot 735 v.Chr.  | 740 v.Chr. tot 732 v.Chr.   | 679 v.Chr. - 660 v.Chr.            |
| Achaz          | 735 v.Chr. tot 715 v.Chr.  | 732 v.Chr. tot 716 v.Chr.   | 660 v.Chr. - 643 v.Chr.            |
| Hizkia         | 715 v.Chr. tot 687 v.Chr.  | 716 v.Chr. tot 687 v.Chr.   | 645 v.Chr. - 617 v.Chr.            |
| Manasse        | 687 v.Chr. tot 643 v.Chr.  | 687 v.Chr. tot 642 v.Chr.   | 617 v.Chr. - 562 v.Chr.            |
| Amon           | 643 v.Chr. tot 641 v.Chr.  | 642 v.Chr. tot 640 v.Chr.   | 562 v.Chr. - 560 v.Chr.            |
| Josia          | 641 v.Chr. tot 609 v.Chr.  | 640 v.Chr. tot 609 v.Chr.   | 560 v.Chr. - 529 v.Chr.            |
| Joachaz        | 609 v.Chr.                 | 609 v.Chr.                  | 529 v. Chr                         |
| Jojakim        | 609 v.Chr. tot 598 v.Chr.  | 609 v.Chr. tot 598 v.Chr.   | 529 v.Chr. - 518 v.Chr.            |
| Jojachin       | 598 v.Chr.                 | 598 v.Chr.                  | 518 v.Chr.                         |
| Sedekia        | 598 v.Chr. tot 587 v.Chr.  | 598 v.Chr. tot 586 v.Chr.   | 518 v.Chr. - 507 v.Chr.            |